# Xiantao Hu
Xiantao Hu (chinesisch 仙桃湖) ist ein See an der Ingrid-Christensen-Küste des ostantarktischen Prinzessin-Elisabeth-Lands. Er liegt nördlich des Lake Ferris und nordwestlich des Mojing Hu im Norden der Halbinsel Stornes in den Larsemann Hills.
Chinesische Wissenschaftler benannten ihn 1993 im Zuge von Vermessungs- und Kartierungsarbeiten.